# Polycesta hageni
Polycesta hageni är en skalbaggsart som beskrevs av Barr 1949. Polycesta hageni ingår i släktet Polycesta och familjen praktbaggar. Inga underarter finns listade i Catalogue of Life.